# 大治県
もしかして
- 大冶県

ではありませんか？